# 萨奥基语
萨奥基语（高棉語發音：[sa ʔoc]）是柬埔寨和泰国一种几乎灭绝的比尔语支语言，使用者仅剩数十老年人。有2种方言，一种在柬埔寨西哈努克省波雷诺县Veal Renh村，另一种在泰国北碧府。“萨奥基”是高棉族对萨奥基族及其语言的称呼。萨奥基人自己则因为这个名字在高棉语中意为贬义的“猩红热”或“有丘疹的”，:39用另一个自称：“Chung”（Sa'och：[t͡ɕʰṳˀŋ]）。:69

## 分类
萨奥基语是一种南亚语系比尔语支语言。同一分支下有很多濒危语言，如绥语、比尔语、仲语和北部仲语等等，使用者是少量少数民族，主要生活在柬埔寨西端和泰国相邻地区。传统分类中，比尔语支和高棉语方言最接近。:355

## 历史与地理范围
柬埔寨黑暗时代时，柬埔寨中央政府遭到削弱，临近的泰国和越南争夺柬埔寨领土。这一时期，萨奥基人在西哈努克省Veal Renh周边保持了一个自治区域。据萨奥基人自己的口述史，他们在滨海的繁盛是受堡垒据点Banteay Prey的保护。:721830年代暹越战争期间，泰军击败了萨奥基人，战俘被带回泰缅边境的北碧府。这使得两支萨奥基人相距了约800 km。
萨奥基人的战败与分散最终导向了语言的迅速衰落。柬埔寨萨奥基人留在西哈努克省海岸，生活在如Long Leh等自己的村庄。柬埔寨萨奥基语仍存活且演化的原因，主要是萨奥基人可以独立于柬埔寨人生活，甚至柬埔寨保护国期间也是如此，直到民主柬埔寨，大量少数民族被屠杀或被安置。
泰国萨奥基族首先定居在北碧府西沙瓦县桂亚河沿岸的本族村落。他们的方言在肥沃的河谷中独自演化了约140年，直到1980年落成的斯利那加大坝永久地淹没了峡谷。为准备大坝的修建，泰国政府再次强制萨奥基人搬迁至濒临水库的砾石山丘。新村落混居着克伦族、克木族和泰族，萨奥基人变成少数民族，导致语言使用的进一步下降。雪上加霜的是，年轻萨奥基人为找工作不断离开贫瘠而孤立的故土，加剧了语言使用的减少。2009年发表的一篇论文显示，泰国仲语使用者只剩一些村落的留守老人和他们照顾的小孩。:70-72
两群萨奥基人都称其语言为“chung”。因为两种方言分别称“天空”为yul和yuy，研究者分别将柬埔寨方言和泰国方言定名为“Chung Yul”和“Chung Yuy”。:74

## 音系
萨奥基语的音素展现出典型的现代孟高棉语特征，和其他比尔语支语言一样，展现出一些受17世纪的晚期中古高棉语。:42如同大多数南亚语（越语支除外），萨奥基语没有声调；如同大多数比尔语支语言，萨奥基语在元音音质上展现出不同寻常的4向音区对立。:40-41:73-74

### 辅音
萨奥基语有21个辅音音素。:73
|      |      | 唇音 | 齿龈音 | 齿龈音 | 硬颚音 | 软腭音 | 声门音 |
| ---- | ---- | ---- | ------ | ------ | ------ | ------ | ------ |
| 塞音 | 送气 | pʰ   | tʰ     | tʰ     | cʰ     | kʰ     |        |
| 塞音 | 清   | p    | t      | t      | c      | k      | ʔ      |
| 塞音 | 浊   | b    | d      | d      |        |        |        |
| 鼻音 | 浊   | m    | n      | n      | ɲ      | ŋ      |        |
| 擦音 | 清   |      | s      | s      |        |        | h      |
| 近音 | 浊   | w    | l      | ɹ      | j      |        |        |

### 元音
萨奥基语有9个基础元音，每个都有长短对立。双元音不出现在本土萨奥基词汇中，/iə/、/ɯə/和/uə/出现在泰语和高棉语借词中。
|          | 前元音 | 前元音 | 央元音 | 央元音 | 后元音 | 后元音 |
| 短       | 长     | 短     | 长     | 短     | 长     |        |
| -------- | ------ | ------ | ------ | ------ | ------ | ------ |
| 闭元音   | /i/    | /iː/   | /ɯ/    | /ɯː/   | /u/    | /uː/   |
| 半闭元音 | /e/    | /eː/   | /ɤ/    | /ɤː/   | /o/    | /oː/   |
| 半开元音 | /ɛ/    | /ɛː/   |        |        | /ɔ/    | /ɔː/   |
| 开元音   |        |        | /a/    | /aː/   |        |        |

### 发声态
如同其他部分南亚语（中古高棉语、克木语西部方言、孟语支和戈都语支:358），萨奥基语展现出音素音区系统，即声带状态或音质可以产生对立。其他语言一般展现双向对立（如模式声和气声），而萨奥基语和其他比尔语支语言展现4重对立。:41, 42-46
声调语中，声调落在整个音节上；但在“音区”语言中，调音只落在元音上。萨奥基语4种音质及其转写（此处以/aː/ 为例）是清声（/a/）、嘎裂声（/aːˀ/）、气声（/a̤ː/）和气-嘎裂声（a̤ːˀ）。:74